# Esprit Michel Gibelin
Pour les articles homonymes, voir Gibelin.
Esprit Michel Gibelin, né à Marseille le 13 avril 1852 et mort à Gréoux-les-Bains le 21 octobre 1909, est un peintre français.

## Biographie
Licencié en droit en 1874, Esprit Michel Gibelin entre en 1876 dans la fonction publique comme attaché au cabinet du préfet des Bouches-du-Rhône, puis au ministère de L'Instruction publique. En 1880 il intègre l'atelier de Jean-Léon Gérôme et dès 1882 démissionne de la fonction publique pour se consacrer uniquement à la peinture.
Vers 1900 la maladie ne lui permettant plus de réaliser de grands projets, il se tourne vers tableaux de petites dimensions représentant des scènes champêtres de la haute Provence.

## Œuvres
Esprit Michel Gibelin décore plusieurs édifices religieux dans les communes suivantes :
- Saint-Martin-de-Brômes, église paroissiale :
  - Charité de saint Martin[1]
  - Messe de saint Martin[2]
  - Mort de saint Martin[3]
  - Miracle de l'ours[4]
- Gréoux-les-Bains, église paroissiale : Le Baptême de Notre Seigneur Jésus-Christ